# Відео Ісуса (роман)
Відео Ісуса — це науково-фантастичний роман Андреаса Ешбаха, опублікований в 1998 році. За цей роман Ешбах 1999 року вчетверте був удостоєний Німецької премії в галузі наукової фантастики.

## Стислий зміст
Стівен Фокс, член Нью-Йоркського дослідницького товариства, знаходить на археологічних розкопках в Ізраїлі, у Стародавній, двотисячолітній могилі поруч з людськими останками інструкцію з користування відеокамерою, яка повинна надійти в продаж лише через кілька років від сьогодення. Цьому є лише одне пояснення: комусь у найближчі роки вдасться здійснити подорож у часі. Він здійснить переміщення в минуле, в часи життя Ісуса Христа, і там йому вдасться зробити відеозйомки Ісуса Христа. Ця касета імовірно все ще захована десь в Ізраїлі, в надійному місці ...або...  все це лише велика містифікація?
Починається напружене полювання – пошук - і гонка, в якій беруть участь археологи, Ватикан, секретні служби і один з наймогутніших медіаконцернів світу. Гонка з приголомшливими поворотами, з тридцятьма проміжними фінішами і фіналом, якого ніхто не очікував…

## Сюжет
Студент Американського коледжу Стівен Корнеліус Фокс, під час археологічних розкопок в Ізраїлі під керівництвом професора Чарльза Вілфорда-Сміта, знаходить останки людини, яка померла 2000 років тому. Поруч зі скелетом лежить лляна сумка з інструкцією з експлуатації відеокамери, якій, схоже, також 2000 років. Однак, відповідна відеокамера повинна з'явитися на ринку тільки через три роки від сьогодення.
Згідно з першим припущенням, знахідка повинна бути скелетом мандрівника у часі, який ймовірно, подорожував в минуле на 2000 років, щоб зняти відео про Ісуса Христа. Медіамагнат і спонсор проекту Джон Каун починає пошук відповідної камери, яка, за припущенням дослідників, прихована у секретному місці разом з відеозаписами.
Джон Каун вдається до допомоги німецького письменника Пітера Ейзенхардта, який, володіє надчутливою уявою, яка допомагає Кауну у пошуках камери. Залучає він також декількох археологів - фахівців з життя Ізраїлю того часу, які повинні  знайти відповідне укриття для камери, де вона могла б знаходитись непоміченою протягом 2000 років. Каун демонструє при цьому майже невичерпні фінансові можливості. Крім того, до гонки долучається Ватикан. Римо-Католицька Церква з свого боку робить все можливе, щоб відео не стало надбанням громадськості.
Але Стівен Фокс, який не хоче, щоб його оминули у пошуках, вирішує знайти камеру самостійно. У цьому йому допомагають помічник з розкопок Джудіт Менес і її брат Ієхошуа, співробітник музею Рокфеллера в Єрусалимі. Троє молодих людей завжди на крок попереду Джона Кауна, частково тому, що Стівен Фокс, виявивши свою знахідку, забрав собі листа, який їм вдалося частково прочитати. З цього листа стає зрозуміло що мандрівник у часі не здійснював запланованих подорожей. Він просто випадково провалився в часі під час відпустки в Ізраїлі. З собою у нього  нічого, крім камери, не було. Провалився у часі із камерою в руках - і опинився  в Ізраїлі за часів Ісуса. У листі він пише, що був прийнятий в сім'ю, мову якої вивчив, а потім і одружився. Крім того, він пише, що так трапилося, що він почув про Ісуса, зняв його на камеру, і де він сховав  камеру після цього.
Стівен Фокс з друзями  ховаються від Кауна в лабораторії Інститута, де  їх знаходить Райан, начальник Служби безпеки Кауна, але їм вдається від нього втекти.
Через возгоряння частини приміщень лабораторії, листа було знищено. Але, Стівен, Джудіт і Ієхошуа, які встигли його прочитати, припускають що, камера повинна знаходитися під Стіною Плачу. Вони розуміють, що  видима частина Стіни Плачу значно менша її підземної частини  і, отже, камера повинна бути закопана на глибині не менше ніж 20 метрів. Батько Джудіт і Ієхошуа, який  раніше досліджував Стіну, розповідає їм, що в тому місці, де вони припускають наявність камери, існує тунель, який досі ніхто не досліджував. Цей тунель був виритий тисячоліття тому ченцями, які пізніше заснували монастир в пустелі Негев.
Всі троє приходять до висновку, що ченці, мабуть, знайшли камеру і сховали її в своєму монастирі.
Коли вони добираються до монастиря, їх вистежують охоронці Кауна. Але  одному з ченців вдається сховати друзів у потаємному укритті. Там дослідники переконуються, що їхня теорія вірна, і ченці насправді тримають камеру прихованою. Кожні сто років одному з них дозволяється дивитися у "дзеркало", як вони її називають. Обраний може лише на кілька секунд включити камеру і побачити лик Ісуса. Стівену і Джудіт вручають камеру з розпорядженням показати кожному зображення Ісуса.
Мандрівники з камерою тікають з монастиря через колодязь. Але вони заблукали в пустелі. Їм загрожує смерть через спрагу. Але їх знаходить і рятує  Каун, який привласнює камеру. Коли всі троє приходять до тями в лазареті, влаштованому Кауном, він дивиться відео у сусідній кімнаті. В цю мить представник секретної служби Ватикану на ім'я Скарфаро, у якого Каун раніше вимагав 10 мільярдів доларів за те, щоб відео не було опубліковано, отримує доступ до Кауна, стріляє в нього і краде відео, щоб знищити його на місці.
На Стівена Фокса владою Ізраїлю накладена п'ятирічна заборона на в'їзд до Єрусалиму, оскільки єдине, що йому змогли пред'явити - це пошкодження археологічних артефактів при розкопках. Тому  він продовжує працювати головою своєї програмної компанії.
Протягом наступних трьох років Стівен Фокс робить кілька спостережень і відкриттів, завдяки яким приходить до думки, що тодішній керівник розкопок Чарльз Вілфорд-Сміт знав більше, ніж хотів би визнати. Разом з письменником Ейзенхардтом  Стівен їде  в Англію, де зустрічається з Чарльзом Смітом   та знайомиться з його тезами.
Уілфорд-Сміт розповідає, що ще у далекому в 1947 році випадково знайшов  касету Sony в печері під Кумраном. Але в той час він ще не розумів, що він знайшов і не міг нічого з цією касетою зробити, так як у той час такі касети ще не були розроблені. Тільки у наступні десятиріччя, коли були винайдені перші відео, і Sony стала значним брендом, він зміг усвідомити цінність своєї знахідки. Він кинув свою професію і почав вивчати археологію, сподіваючись врешті-решт знайти відсутню камеру для відтворити відео. Коли він зрозумів, що камера, яку він шукав десятиріччями, може буде випущена через кілька років, він втратив інтерес до її пошуку. Старіючий професор показав їм відео, на якому зображений Ісус, зовнішність якого відповідає звичайним уявленням. На відео він куштує хліб з іншими людьми, розмовляє з ними і здійснює інші повсякденні дії.  Якраз в той момент, коли вони дивились відео, невідомі озброєні люди, які слідували за Фоксом,  вриваються в будинок Вілфорда-Сміта і вимагають касету. У професора немає проблем з тим, щоб віддати її, так як він вже поширив сотні копій по всьому світу. Відео поширюється, але реакції людей сильно відрізняються. Для одних людей ця скромна людина на плівці, її послання любові людству - глибоко зворушливі, надихають їх повністю переосмислити своє життя і свої цінності. В той же час, інші люди бачать тільки розмите відео простого, нецікавого раба. Тим не менш, на цій хвилі утворюється нова секта, послідовники якої вважають вчення Христа єдино вірним.
Ще два з половиною роки по тому: Стівен і Джудіт, у яких зараз серйозні відносини, разом керують мотелем у Аризоні. Їх відвідує Пітер Ейзенхардт, який, на відміну від них, все ще вважає відео підробкою. Вони говорять про відео, і Стівен каже йому, що сформувалася якась спільнота, яка регулярно збирається, щоб подивитися відео і поділитися ним. Поки вони розмовляють, в ресторан входить молода людина, яка вступає в розмову з ними двома. Людина, яка називає себе Джоном, збирається їхати в Ізраїль, щоб оглянути знамениті релігійні місця. Джон з гордістю демонструє їм нову сучасну камеру Sony Mr-01, яку він спеціально купив для з'йомок в Ізраілі. Стає зрозуміло, що цей молодий чоловік - саме той, хто ненавмисно подорожує в часі і буде знімати відео з Ісусом трохи пізніше.

## Продовження
У квітні 2014 року Ешбах оголосив через Інформаційний бюлетень на своїй домашній сторінці, що рукопис під назвою «Угода з Ісусом» майже завершена. Новий роман виглядає однаково, як продовження, так, і як передісторія «Відео Ісуса». Роман «Угода з Ісусом» був виданий у жовтні 2014 року у видавництві Bastei Luebbe

## Видання та екранізації
- Спочатку роман з'явився у   видавництві Schneekluth[de] у 1998 році, у твердій палітурці під назвою «Ісус - Відео » (ISBN 3-7951-1625-2) і не отримав особливого відгуку.
- Тільки у 2000 році видання у м'якій обкладинці,  у видавництві  Bastei Lübbe[de]  отримало назву «Відео Ісуса» (ISBN 3-404-14294-2), і швидко стало бестселером.
- «Відео Ісуса» (Das Jesus-Video) з'явилося у видавництві  Bastei Lübbe[de]  у вигляді  аудіокниги, читає актор   Матіас Коберлін[de]. (ISBN 3-7857-3178-7)
- Книга була екранізована на телебаченні, на каналі ProSieben [de] з  Матіасом Коберліном[de] Matthias Koeberlin та   Найке Рівеллі[de] в головних ролях. Сума екранізації становила 5 мільйонів євро. При цьому сюжет, зокрема — висновок, зазнав серйозних змін.